# Andrzej Karwacki
Andrzej Karwacki (ur. 24 listopada 1945) – polski geolog i urzędnik państwowy, doktor nauk o Ziemi, w latach 1997–2000 podsekretarz stanu w Ministerstwie Edukacji Narodowej.

## Życiorys
Absolwent Wydziału Geologiczno-Poszukiwawczego Akademii Górniczo-Hutniczej, był zatrudniony jako geolog w Przedsiębiorstwie Geologicznym w Krakowie. Został pracownikiem naukowym w Katedrze Złóż Surowców Skalnych na AGH, gdzie obronił doktorat, a w 1991 habilitował się. Jego dorobek naukowy został później zakwestionowany w Centralnej Komisji do Spraw Stopni i Tytułów, wskutek bezskuteczności odwołań został jedynie doktorem. Objął funkcję dyrektora administracyjnego Akademii Górniczo-Hutniczej. Należał do „Solidarności”, nie wstąpił do żadnej partii politycznej.
Od 12 listopada 1997 do 8 sierpnia 2000 pełnił funkcję podsekretarza stanu w Ministerstwie Edukacji Narodowej, odpowiedzialnego za sprawy finansowe. Odwołany ze stanowiska w związku z błędnym wyliczeniem kosztów zmian przepisów przez podległe mu służby i przekazaniem zbyt małych funduszy samorządom.